# Barent Gardenier
Barent Gardenier (* 28. Juli 1776 in Kingston, New York; † 10. Januar 1822 ebenda) war ein US-amerikanischer Jurist und Politiker. Zwischen 1807 und 1811 vertrat er den Bundesstaat New York im US-Repräsentantenhaus.

## Werdegang
Barent Gardenier, Sohn von Elizabeth Van Alen und Dirck (Richard) Gardenier, wurde während des Unabhängigkeitskrieges in Kingston geboren und wuchs dort auf. Er genoss eine gute Schulbildung. Gardenier studierte Jura, erhielt eine Zulassung als Anwalt und begann zu praktizieren. Er hielt mehrere lokale Ämter. Er gehörte der Föderalistischen Partei an.
Bei den Kongresswahlen des Jahres 1806 wurde Gardenier im siebten Wahlbezirk von New York in das US-Repräsentantenhaus in Washington, D.C. gewählt, wo er am 4. März 1807 die Nachfolge von Martin G. Schuneman antrat. Im Jahr 1808 kandidierte er im fünften Wahlbezirk von New York. Am 4. März 1809 die Nachfolge von John Blake an. Da er auf eine dritte Kandidatur im Jahr 1810 verzichtete, schied er nach dem 3. März 1811 aus dem Kongress aus. Wegen eines Streits über Handelsembargos (1806–1810) von Thomas Jefferson kam es 1808 in Bladensburg (Maryland) zu einem Duell mit George W. Campbell, bei dem er angeschossen wurde.
Nach seiner Kongresszeit war er wieder als Anwalt in den Countys Ulster und Columbia tätig. Gardenier war vom März 1813 bis April 1815 Bezirksstaatsanwalt im ersten Distrikt. Er verstarb am 10. Januar 1822 in Kingston und wurde unterhalb der First Reformed Dutch Church beigesetzt.

## Werke
- The Examiner: Containing Political Essays on the Most Important Events of the Time; Public Laws and Official Documents, Band 2, 1814
- The New-York Reporter: Containing Reports of Trials and Decisions in the Different Courts of Judicature, Band 1, Ausgabe 2, 1820